# Igreja Católica em Montenegro
A Igreja Católica em Montenegro faz parte da Igreja Católica universal, sob a direção espiritual do Papa e da Cúria, em Roma. Existem 21.299 católicos em Montenegro, e eles formam cerca de 3,5% da população do país. A maioria dos católicos romanos é de etnia albanesa e croata, bem como alguns montenegrinos.

## Organização territorial

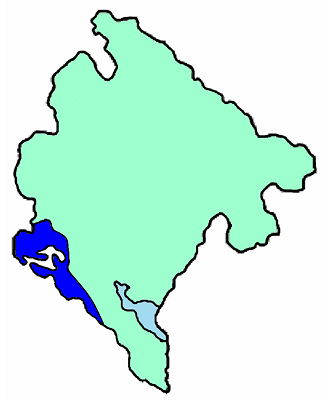
Mapa de Montenegro
Arquidiocese de Bar
Diocese de Kotor

Em Montenegro, existem duas dioceses destinadas aos católicos de rito latino:
- a Arquidiocese de Bar, imediatamente sujeita à Santa Sé
- a Diocese de Kotor, sufragânea da Arquidiocese de Split-Makarska. O território da desta diocese (em vêneto:  Cattaro) corresponde ao território da Albânia Veneziana, da República de Veneza, perdida para Napoleão I em 1797. A população da Albânia Veneziana era em sua maioria católica.

Até 2013 os católicos de rito bizantino dependiam do Exarcado Apostólico da Sérvia e Montenegro; como resultado do decreto Attenta norma, da Congregação para as Igrejas Orientais emitida em 19 de janeiro de 2013, a jurisdição do exarcado foi reduzida apenas para os fiéis de rito oriental da Igreja Católica da Sérvia, enquanto a jurisdição sobre os católicos bizantinos do Montenegro foi confiada aos bispos do rito latino.

### Dioceses suprimidas
Em Montenegro há duas dioceses atualmente suprimidas pela Santa Sé:
- Diocese de Budva
- Diocese de Ulcinj

### Ritos

#### Católicos do rito latino
Dentro de Montenegro, a hierarquia católica para os fiéis do rito latino consiste da Arquidiocese de Bar, e na Diocese de Kotor, que está localizada geograficamente em Montenegro, mas é administrativamente parte da Igreja Católica na Croácia, e está sujeita à Arquidiocese de Split-Makarska nesse país

#### Católicos do rito oriental
Segundo a Associação para o Bem-estar dos Católicos do Oriente Próximo, os católicos das igrejas orientais católicas somam mais de 20.000 pessoas na Sérvia e em Montenegro (principalmente no norte Sérvia). O Exarcado Apostólico da Sérvia e Montenegro foi criado para católicos gregos na Sérvia e Montenegro, liderado pelo Bispo Đura Džudžar, possuindo 21 paróquias e 22.720 fiéis, consistindo principalmente de um grupo de católicos gregos rusins na região de Voivodina.

## Demografia
De acordo com os dados demográficos oficiais de 2004, de um total de  21.972 católicos romanos em Montenegro, há:
- 8.126 albaneses (36,98%)
- 6.811 croatas (31,00%)
- 5.000 montenegrinos (22,76%)
- 2.035 outros (9,26%)

## Conferência Episcopal
Os bispos montenegrinos são membros de direito da Conferência Episcopal Internacional dos Santos Cirilo e Metódio, que reúne os bispos da Sérvia, Montenegro, Kosovo e Macedônia do Norte.

## Nunciatura Apostólica
A nunciatura apostólica em Montenegro foi estabelecida em 16 de dezembro de 2006 com o breve apostólico Quo plenius, do Papa Bento XVI. A sede está em Podgorica. Desde 2010, o núncio apostólico também ocupa o posto de núncio na Bósnia e Herzegovina, o qual reside na capital, Sarajevo.

### Núncios apostólicos
- Angelo Mottola † (25 de janeiro de 2007 – 17 de fevereiro de 2010)
- Alessandro D'Errico (17 de fevereiro de 2010 – 21 de maio de 2012)
- Luigi Pezzuto, desde 17 de novembro de 2012